# Mogens Glistrup
Mogens Glistrup (født 28. maj 1926 i Rønne, død 1. juli 2008 i Kongens Lyngby) var en dansk politiker, jurist og skattemodstander. Han stiftede Fremskridtspartiet, hvor han var partileder, og han var medlem af Folketinget fra 1973 til 1983 og igen fra 1987 til 1990. Glistrup blev landskendt i 1971 for at lovprise skatteunddragelse, og året efter grundlagde han Fremskridtspartiet med et partiprogram, der fokuserede på lavere skat, mindre bureaukrati og afskaffelse af den offentlige sektor. Han blev i 1983 dømt for skattesvig og sad i Horserød Statsfængsel indtil 1985.

## Uddannelse
Glistrup påbegyndte sin akademiske karriere ved Københavns Universitet efter at have afsluttet sin studentereksamen fra Rønne Statsskole i 1944. Ved universitetet udmærkede han sig i sine jurastudier og færdiggjorde sin uddannelse som cand.jur. i 1950 med det dengang tredjehøjeste karaktergennemsnit nogensinde .
Efterfølgende arbejdede Glistrup som sagførerfuldmægtig i København, en stilling han havde fra 1950 til 1955, hvilket blev afbrudt af et studieophold ved University of California, Berkeley i perioden 1951-52.
Glistrups karriere tog en akademisk drejning, da han fra 1956 til 1963 var lektor i skatteret ved Københavns Universitet. I denne periode udgav han bogen "Skatteret" i 1957 og flere kritiske artikler om det danske skattesystem i 1960'erne. Trods hans bidrag til det akademiske miljø, foretrak Glistrup at engagere sig i praktiserende jura frem for en videre akademisk karriere .

## Advokatkarriere og lektorat
I 1952 blev Mogens Glistrup ansat som advokatfuldmægtig hos højesteretssagfører Alkil, og avancerede i 1955 til landsretssagfører med møderet for Højesteret. Senere indgik han et kompagniskab med sin svigerfar, som ejede en betydelig advokatvirksomhed. Efter svigerfarens død i 1970 overtog Glistrup ledelsen af dette firma, der var blandt Danmarks største advokatfirmaer.
Glistrups offentlige anerkendelse begyndte den 30. januar 1971, da han i et tv-interview sammenlignede skatteundragere med frihedskæmpere under den tyske besættelse. Kort tid efter demonstrerede han sit eget skattekort, som viste en trækprocent på nul, på trods af at han, som skatterådgiver for Simon Spies og mange andre, havde betydelige indtægter. Glistrup havde allerede på dette tidspunkt etableret sig som en prominent skikkelse i advokatbranchen, hvor han arbejdede med kendte klienter, heriblandt rejsekongen Simon Spies og kunstneren Jens Jørgen Thorsen.

## Glistrup som politiker

### Interesse for politisk deltagelse
Glistrup søgte at blive opstillet for de etablerede partier med sine allerede i 1960'erne udtænkte politiske ideer om afskaffelse af personbeskatningen og en kraftig reducering af den offentlige sektor. Allerede i 1965 havde han støttet lagerforvalter Peter Rindal i dennes protest mod kunststøtten og opfordret Rindal til at danne et politisk parti. Glistrup blev i 1971 vraget som folketingskandidat for Det Konservative Folkeparti; særligt den den daværende politiske ordfører Poul Schlüter var modstander af at lade Glistrup blive konservativ folketingskandidat.

### Tiden i Fremskridtspartiet
Herefter stiftede Glistrup Fremskridtspartiet den 22. august 1972 og var sit partis kampagneleder i to perioder 1973-1983 og igen 1999-2001.
Glistrup beskrev indkomstskatten som et levn fra fortidens stagnerende agrarsamfund og så den gerne udfaset over en periode på syv år ved gradvist at hæve skatteloftet. Han havde en unik sans for humor, det mest kendte eksempel værende hans forslag om at nedlægge Forsvarsministeriet og erstatte det med en automatisk telefonsvarer, der på russisk skulle sige "Vi overgiver os" (russisk: Мы сдаемся, romaniseret: My sdayemsya).
En fængselsdom i 1983 for skatteunddragelse var resultatet af, at Glistrup havde fortalt om sin udnyttelse af hullerne i skattesystemet. Mens han afsonede straffen i Horserød Statsfængsel overtog Pia Kjærsgaard, der var hans suppleant som folketingsmedlem, magten i partiet. Da Glistrup blev løsladt, advarede han kraftigt mod indvandringen af muslimer, som han så som en konsekvens af den liberalisering af udlændingeloven, der blev vedtaget i 1983. Det førte til beskyldninger om racisme og førte til intern kritik i Fremskridtspartiet. Han kom i Folketinget igen i 1987, men blev i 1990 ekskluderet fra folketingsgruppen, fordi han ikke ville love at stemme, som de nye magthavere i partiet ønskede.
I 1990-1999 forsøgte Glistrup at komme ind i politik igen med Trivselspartiet, og han skrev om truslen fra indvandringen.
I februar 1997 deltog han i et debatprogram på TV3, hvor han bl.a. udtalte, at muslimer var "verdensforbrydere", der ville udsætte danskere for "kastrering og drab", ligesom han også sagde, at "enhver, der har studeret muhamedanismen, ved, at de kun er her for at indsmigre sig, indtil de er stærke nok til at henrette os". For disse udtalelser blev han i marts 1998 ved Københavns Byret idømt en uges betinget hæfte for brud på racismeparagraffen – en dom, der senere blev stadfæstet af både landsretten (1999) og Højesteret (2000).
I 1999 blev Glistrup genoptaget i Fremskridtspartiet, der var blevet betydeligt mindre, efter at Pia Kjærsgaard forlod partiet for at danne det mere moderate Dansk Folkeparti. Ophævelsen af Glistrups eksklusion skete ved Fremskridtspartiets landsmøde i 1999 mod den nye ledelses ønske. De ønskede ikke at følge Glistrups politik om et 'muhammedanerfrit Danmark' og forlod partiet.
I 2000 blev han igen dømt efter racismeparagraffen for udsagn, som han havde fremsat i forbindelse med sin genindtræden i Fremskridtspartiet, herunder at "muhamedanere skal indfanges og samles i lejre og sælges til dem, der vil betale mest" og flere andre udsagn. For disse blev han idømt 20 dages betinget hæfte ved Retten i Odense. Glistrup ankede dommen til Østre Landsret, der i en dom fra 2003 også fandt ham skyldig og skærpede straffen til 20 dages ubetinget fængsel, som han afsonede i juli 2005.

## Personlige liv
Glistrup var søn af lektor i fysik og kemi ved Rønne Statsskole Lars Glistrup og dennes hustru Ester Glistrup. Han blev den 20. oktober 1950 gift med Lene Glistrup, med hvem han fik børnene Eva (død 2006), Anne-Marie, Else og Jørgen. Han er begravet på Sorgenfri Kirkegård.

## I medierne
- Den 30. januar 1971 sammenlignede Glistrup i tv-programmet Fokus skattesnydere med jernbanesabotører under Besættelsen. Ifølge Glistrups udtalelse udøver begge grupper personer "et farligt, men fædrelandsnyttigt job":[10]

| Citat                   | […] skattesnyderen i dag er at sammenligne med jernbanesabotøren under besættelsen. De gør et farligt job, men de gør et fædrelandsnyttigt job. | Citat |
| —Mogens Glistrup, Fokus | |       |

## Spillefilm om Glistrup
- Mogens Glistrup er den ene af hovedpersonerne i filmen Spies & Glistrup fra 2013, hvor rollen som Glistrup blev spillet af Nicolas Bro.